# Kimberella

Esquema dorsal de Kimberella

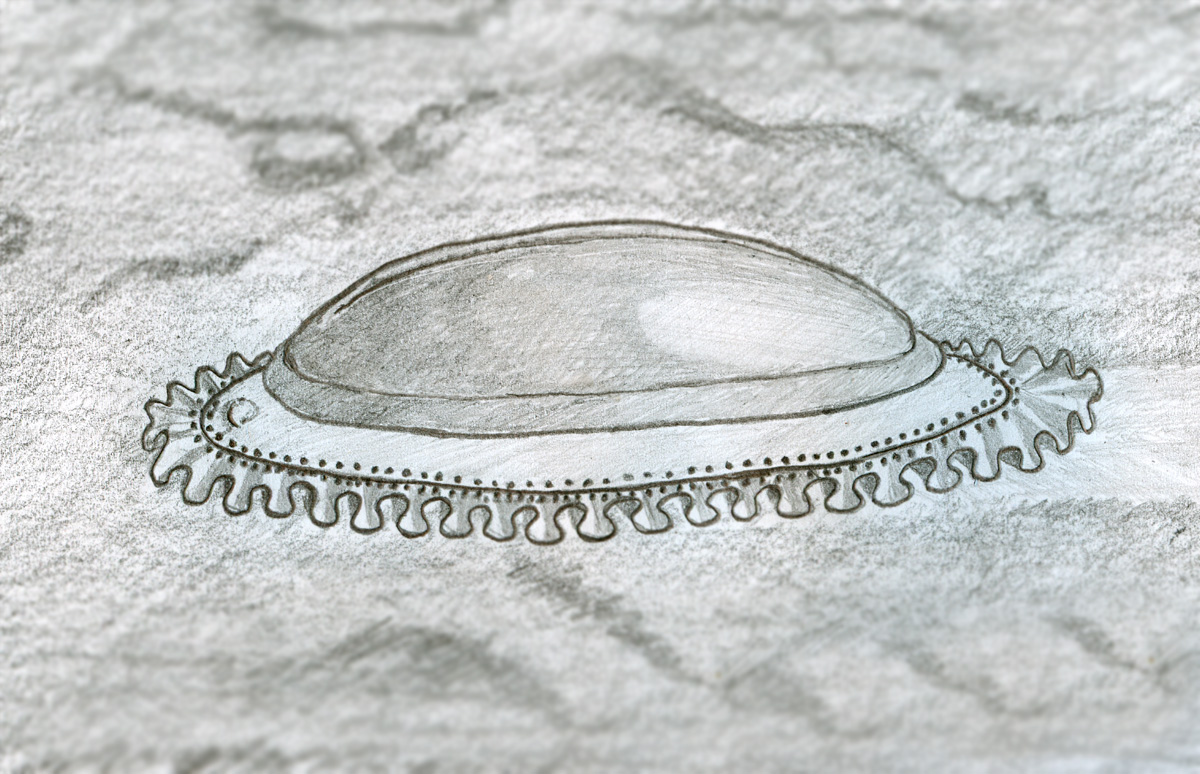
Gravat de Kimberella

Kimberella és un gènere d'organismes fòssils que visqueren durant l'Ediacarià, fa entre 541 i 635 milions d'anys. Se n'han trobat centenars de fòssils a Austràlia, l'Índia, l'Iran i Rússia.
Com en altres fòssils ediacarians, les relacions evolutives amb altres organismes vivents són objecte de debat. Els paleontòlegs, de primer, van classificar Kimberella com un tipus de medusa, però des del 1997, per l'anatomia i la presència de marques semblants a les de la ràdula (llengua dels mol·luscs), és considerat un mol·lusc o com a mínim un bilateral.
La classificació de Kimberella és important per a entendre l'explosió cambriana: si Kimberella era un mol·lusc o, com a mínim, un protòstom, els llinatges dels protòstoms i deuteròstoms han d'haver divergit significativament abans de 555 milions d'anys. Fins i tot, si va ser un bilateral, la seva edat podria indicar que aquests animals s'estaven diversificant abans del començament del Cambrià.
Forma part de la fauna del mar Blanc.

## Descripció
Més de 800 espècimens, que representen organismes en tots els estadis de maduresa, s'han trobat en el mar Blanc en capes de gres de gra fi, proporcionant valuosa informació anatòmica interna i externa i de la seva locomoció.
Kimberella vivia en aigües somes, fins a unes desenes de metres de fondària en aigües calmades i ben oxigenades; s'alimentava probablement de microorganismes. Probablement, es reproduïa sexualment.
Feia entre 2,5 i 15 cm de llargada.